# Diocèse de l'Isère
Cet article court présente un sujet plus développé dans : Diocèse de Grenoble-Vienne.
Le diocèse de l'Isère est un ancien diocèse de l'Église constitutionnelle en France. Créé par la constitution civile du clergé de 1790, il est supprimé à la suite du concordat de 1801. Il couvrait le département de l'Isère. Le siège épiscopal était Grenoble.